# Камуфляж розсіяного освітлення
Камуфляж розсіяного освітлення (англ. Diffused lighting camouflage) — вид активного військового камуфляжу, що використовує принцип контросвітлення для приховування кораблів та літаків на тлі нічного неба.
Ідея полягала в направленні штучного світла на борти корабля, щоб його яскравість відповідала рівню яскравості навколишнього фона. Освітлення здійснювалося за допомогою прожекторів, встановлених на прикріплених до корпусу корабля опорах. Також було розроблено прототип автоматичного керування яскравістю за допомогою фотоелемента.
Цей спосіб був винайдений канадським професором Едмундом Годфрі Берром у 1940 році та випробуваний ВМС Канади, а також ВМС Великої Британії та ВМС США під час Другої світової війни. Ця технологія так і не була запущена у виробництво (оскільки застаріла невдовзі після винайдення через початок використання військовиками радарів), але канадські ідеї були адаптовані ВПС США для проєкту «Вогні Єгуди».

## Концепт
Еквівалентна стратегія, відома зоологам як контросвітлення, використовується багатьма морськими організмами, особливо головоногими. Нижня сторона тіла кальмара вкрита фотофорами — маленькими органами, що здатні випромінювати світло. Кальмари змінюють інтенсивність світла відповідно до яскравості морської поверхні над ними, що забезпечує ефективний камуфляж, освітлюючи тінь тварини.
У 1940 році Едмунд Годфрі Берр, професор Університету Макгілла, випадково натрапив на принцип контросвітлення, або, як він його назвав, «камуфляжу розсіяного освітлення». Виконуючи оцінку інструментів для нічного спостереження на замовлення Канадської Національної дослідницької ради (NRC), Берр виявив, що літаки, які літають без навігаційних вогнів, все одно залишаються добре помітними як силуети на нічному небі, яке ніколи не буває абсолютно чорним. Берр замислився, чи не вдасться замаскувати літаки, якось зменшивши цю різницю в яскравості. Однієї ночі в грудні 1940 року він побачив, як літак, що заходив на посадку над снігом, раптово «зник»: світло, відбите від снігу, освітило нижню частину літака рівно стільки, щоб компенсувати різницю в яскравості, ідеально замаскувавши літак.
Берр доповів про своє відкриття у дослідницьку раду, яка повідомила про це на флот. Виникла ідея використати цю техніку, щоб приховати кораблі від німецьких підводних човнів. До впровадження сантиметрових радарів підводні човни з їх невеликим профілем могли бачити кораблі конвою раніше, ніж самі були помічені. Камуфляж із розсіяним освітленням міг урівняти шанси.

## Прототипування

### Флот Канади

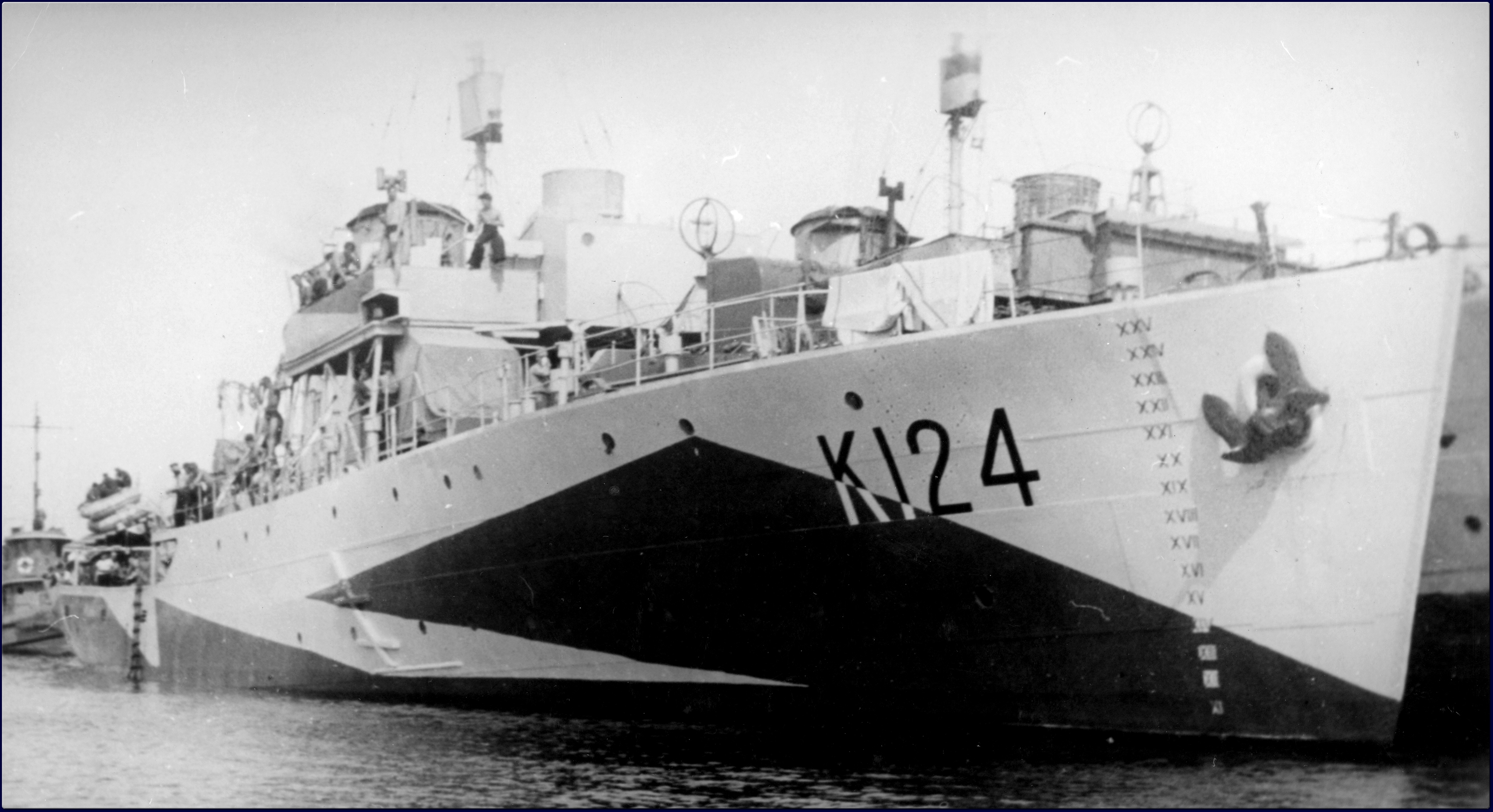
HMCS Cobalt, на якому в січні 1941 року розпочалися секретні випробування камуфляжу розсіяного освітлення.

Берра викликали до штабу ВМС Канади для обговорення застосування такого камуфляжу. Концепцію було доведено за допомогою нескладних тестів у лабораторії. У січні 1941 року почалися випробування технології на новому корветі HMCS Cobalt. Він був оснащений звичайними світловими прожекторами, розміщеними на тимчасових опорах з одного боку корпусу. Яскравість регулювалася вручну. Це випробування було достатньо перспективним для розробки кращого прототипу.
Друга версія, із синьо-зеленими фільтрами на прожекторах, була випробувана на борту корвета HMCS Chambly у травні 1941 року. Це випробування дало кращі результати, оскільки фільтри усунули червонувате зміщення світла при низькій інтенсивності (нижча колірна температура). Прожектори було розміщено на висувних опорах, що дозволяло прибрати апаратуру в більш безпечне місце, коли вона не використовується. Друга версія зменшувала видимість корабля на 50 % у більшості умов, а іноді навіть на 75 %. Цього було достатньо, щоб виправдати розробку більш надійної версії.

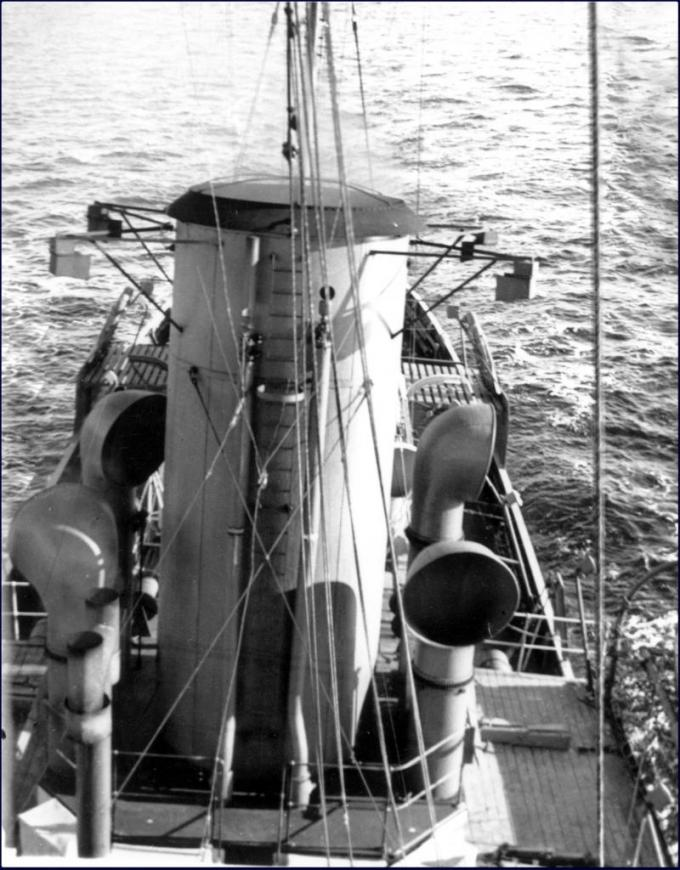
HMCS Kamloops з обладнанням для світлового камуфляжу на стійках навколо димової труби, вересень 1941

Третя версія мала фотоелемент для вимірювання яскравості нічного неба та борту судна. Яскравість прожекторів автоматично контролювалася, щоб збалансувати різницю. Ця версія була випробувана у вересні 1941 року на корветі HMCS Kamloops.

### Флот Великої Британії
Паралельні випробування канадського обладнання для розсіяного освітлення були проведені в березні 1941 року Королівським флотом на корветі HMCS Trillium на підходах до річки Клайд. Адміралтейство поінформувало прем'єр-міністра Вінстона Черчилля про те, що результати виглядають багатообіцяючими й розпорядилося про подальші розробки для повномасштабних випробувань.
Британська General Electric Company розробила систему розсіяного освітлення з ручним керуванням, яка була випробувана на океанському доглядовому судні HMS Largs і легкому крейсері HMS Penelope.
Випробування зі спостереженням з поверхні проводилися між 25 січня та 6 лютого 1942 року; випробування повітряного спостереження з використанням бомбардувальників Hudson — вночі з 4 на 5 лютого та 25 на 26 березня 1942 року. Було відзначено, що використання такого камуфляжу в середньому зменшує відстань, на якій корабель можна побачити вночі з іншого корабля, приблизно на 25 % за допомогою бінокля і на 33 % неозброєним оком. Результати при спостереженні з повітря були менш переконливими. Найкращий результат було зареєстровано в надзвичайно ясну безмісячну ніч з 29 на 30 січня 1942 року, коли HMS Largs без освітлення можна було побачити з надводного корабля неозброєним оком на відстані 5250 ярдів (4800 м), але при використанні розсіяного світла ця відстань зменшилася до 2250 ярдів (2060 м), тобто на 57 %.
Втім, у червні 1942 року командири Королівського флоту визнали, що таке маскування буде мало корисним, оскільки ворог використовуватиме радіопеленгування і підводні гідрофони. У квітні 1943 року Адміралтейство вирішило, що розсіяне освітлення є недоцільним і зупинило розробку.

### Флот США
Військово-морські сили США випробували автоматичну систему, виготовлену компанією General Electric з Нью-Йорка (не плутати з вищезгаданою британською компанією, що мала таку ж назву) на транспортному судні USS Hamul, але в 1942 році припинили дослідження. ВМС США надіслали свої системи керування та прилади розсіяного освітлення до ВМС Канади, які в 1943 році встановили їх на корвети HMCS Edmundston і HMCS Rimouski і провели подальшу роботу зі створення прототипів.

## Практичне використання

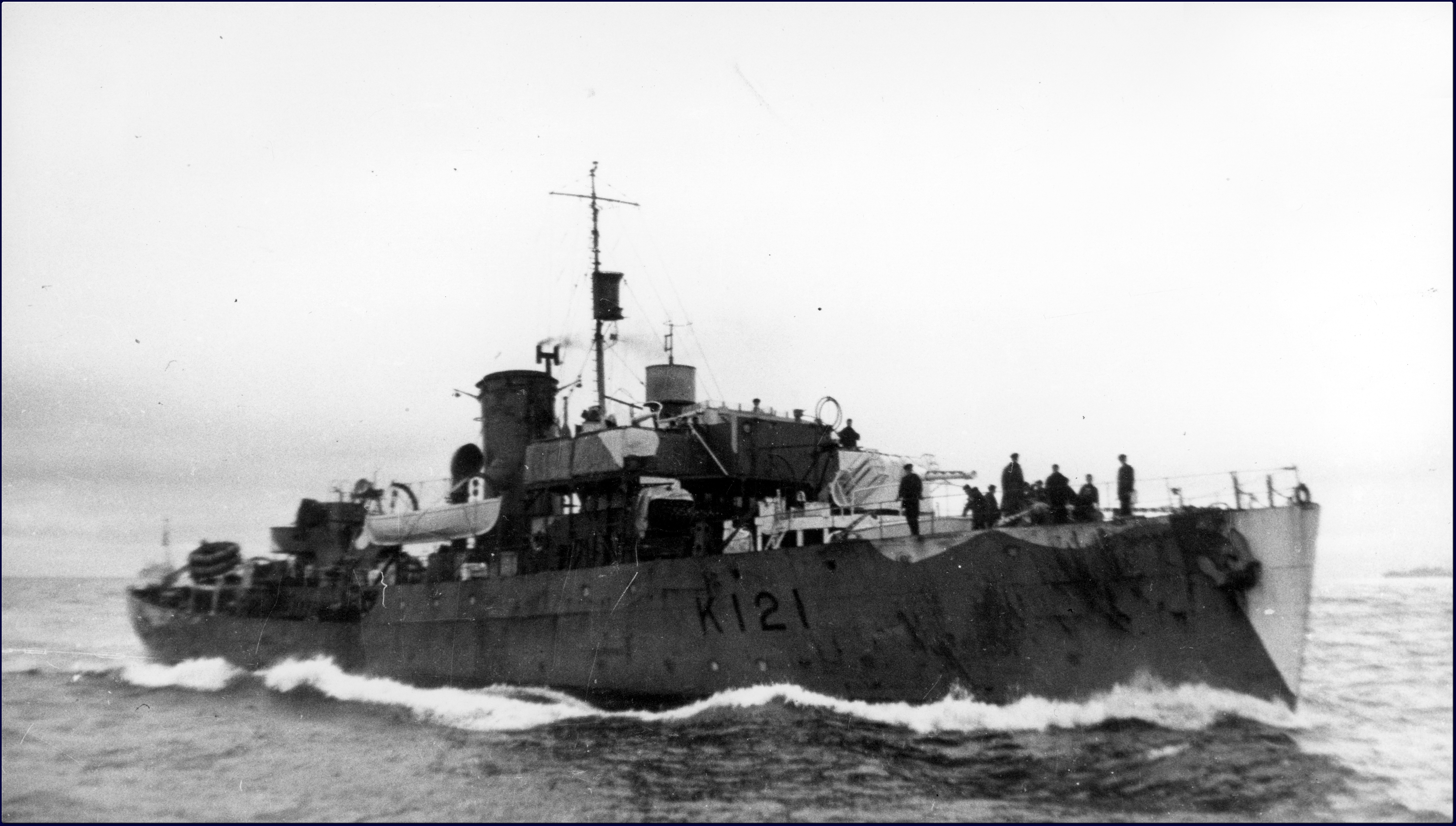
Канадський корвет HMCS Rimouski використовував свою систему камуфляжу розсіяного світла під час атаки на підводний човен.

Edmundston і Rimouski мали приблизно по 60 прожекторів. На бортах ці прожектори були встановлені на висувних опорах, на надбудові — на нерухомих опорах. Системи були випробувані в затоці Святої Маргарет, а потім — під час фактичного супроводу атлантичних конвоїв у 1943 році. Під час експериментів розсіяне освітлення зменшувало видимість кораблів на 70 %, але у відкритому морі електричне обладнання виявилося надто чутливим і часто виходило з ладу. До того ж система повільно реагувала на зміни фонового освітлення, і ВМС Канади визнали, що отримане освітлення має занадто зелений колір.
У вересні 1943 року Rimouski, використовуючи свою систему розсіяного освітлення, а також деякі навігаційні вогні, наблизився до німецького підводного човна U-536 у затоці Шальор. Намір полягав у тому, щоб перед нападом на субмарину Rimouski виглядав як «маленький і беззахисний корабель». Схоже, це спрацювало, оскільки підводний човен не виявив корабля. Втім, ця атака зазнала невдачі, оскільки субмарина перехопила сигнал, помилково надісланий з берега, швидко занурилася і відступила.
Після перемоги союзників у битві за Атлантику потреба маскувати кораблі від підводних човнів значно зменшилася, а дослідження розсіяного освітлення стали менш пріоритетними. Після закінчення війни роботи в цьому напрямку було припинено.

## В авіації

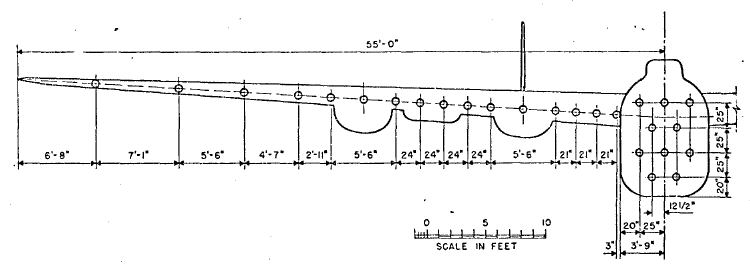
Система контросвітлення «Вогні Єгуди» з автоматичним контролем освітлення з 1943 року випробувалася на літаках B-24 Liberator.

Оскільки підводні човни на поверхні могли бачити темний силует атакуючого літака на тлі нічного неба, принцип камуфляжу розсіяного освітлення було також застосовано й до літаків. Однак британські дослідники виявили, що маскування днища літака при денному світлі вимагає непомірно великих витрат електроенергії, тоді як прожектори, встановлені ззовні, порушували аеродинаміку літака.
Американська версія, так звані «Вогні Єгуди», що використовує лампи, встановлені в носовій частині літака та передніх краях крил, з 1943 по 1945 рік була випробувана на бомбардувальниках B-24 Liberator, торпедних бомбардувальниках Avenger, а також плануючих бомбах. Спрямовуючи світло у напрямку спостерігача (а не до обшивки літака), система забезпечувала ефективний світловий камуфляж з доступним використанням енергії. Цей підхід був більше схожий на такий у морських тварин, ніж використаний канадцями. Але цю систему так і не було введено в дію, оскільки основним засобом виявлення літаків стали радари.